# Clarissa Explains It All
Clarissa Explains It All est une sitcom américaine en 65 épisodes de 22 minutes créée par Mitchell Kriegman, et diffusée entre le 3 mars 1991 et le 3 décembre 1994 sur Nickelodeon. 
Cette série est inédite dans tous les pays francophones.

## Synopsis
Clarissa Darling est une adolescente de 14 ans au début de la série, qui vit avec ses parents et son petit frère dans une petite ville de l’Ohio. Entre les cours, les disputes avec son frère, les jeux vidéo, son meilleur ami Sam ou encore la mode, Clarissa traverse une multitude d’événements au quotidien sur lesquels elle s’exprime. 

## Distribution

### Acteurs principaux
- Melissa Joan Hart : Clarissa Marie Darling
- Jason Zimbler (en) : Ferguson Darling
- Sean O'Neal (en) : Samuel « Sam » Anders
- Elizabeth Hess : Janet Darling
- Joe O’Connor (en) : Marshall Darling

### Acteurs récurrents
- Heather MacRae : tante Mafalda
- David Eck : Clifford Spleenhurfer
- Bob Noble : Dr Festerspoon
- Sara Burkhardt : Hillary O'Keefe
- Susan Greenhill : Deborah « Debbie » Anders
- Nicole Leach (en) : Olivia DuPris

## Production

### Concept de la série
La série est basée sur un ton résolument humoristique et composée de nombreuses situations loufoques et nombreux gags à chaque épisode, qui finissent généralement en happy end. C’est la première série de la chaîne Nickelodeon à mettre en scène une fille comme personnage principal. La popularité de la série, aussi bien chez les garçons que les filles, a permis de démystifier l’idée selon laquelle une série mettant en scène une fille ennuierait voire repousserait les garçons. Par la suite, Nickelodeon a donc lancé d’autres séries sur le même principe, comme The Secret World Of Alex Mack ou plus récemment iCarly.
À l’instar de certaines autres sitcoms, la série brise le quatrième mur : l’héroïne parle souvent en regardant la caméra, donnant l’impression au spectateur de faire partie de la série. Pour l’époque, elle innove majoritairement par rapport à certains thèmes abordés : l’utilisation, bien que très rare, de mots comme « sex » ou encore « hell » dans une telle sitcom était presque impensable alors, et un des gags récurrents de la série est l’implication régulière dont Clarissa et son frère font preuve pour essayer de se faire du mal, voire s’entretuer.

## Épisodes
| Saison | Saison | Épisodes | États-Unis        | États-Unis        |
| Saison | Saison | Épisodes | Début de saison   | Fin de saison     |
| ------ | ------ | -------- | ----------------- | ----------------- |
|        | 1      | 13       | 23 mars 1991      | 15 septembre 1991 |
|        | 2      | 13       | 19 février 1992   | 12 septembre 1992 |
|        | 3      | 13       | 26 septembre 1992 | 27 février 1993   |
|        | 4      | 13       | 13 mars 1993      | 16 octobre 1993   |
|        | 5      | 13       | 23 octobre 1993   | 5 octobre 1994    |

Chaque saison est constituée de treize épisodes.

## Autour de la série

### Personnages
- Clarissa Marie Darling - Le personnage principal, Clarissa, est une adolescente intelligente, sarcastique et assez terre-à-terre. Paradoxalement, elle a tendance à exagérer ses réactions face aux problèmes qu’elle rencontre. Elle supporte particulièrement mal l’humiliation. Comme beaucoup d’adolescents, ses passions incluent la musique, les jeux vidéo ou la photographie, mais aussi le journalisme et la programmation. Elle est généralement polie et correcte, sauf avec son petit frère. Elle est aussi connue pour son style vestimentaire décalé et très coloré. Dans la première saison, elle possède un alligator, Elvis, que ses parents lui demandent ensuite de renvoyer en Floride car il devient trop encombrant.

- Ferguson W. Darling - Ferguson est le petit frère de Clarissa. Ensemble, ils passent leur temps à se chamailler, essayer d’être meilleur que l’autre ou encore se ridiculiser. Ferguson est passionné de politique et est intéressé par l’argent. Malgré leur rivalité, Ferguson et Clarissa s’unissent parfois dans certaines situations lorsque cela peut leur profiter à tous les deux.

- Samuel « Sam » Anders - Sam est le meilleur ami de Clarissa. Il est généralement beaucoup plus optimiste et enthousiaste qu’elle. Il est célèbre pour sa manière particulière d’entrer chez les Darling, en utilisant une échelle pour rentrer par la fenêtre de la chambre de Clarissa. La relation que Clarissa et Sam entretiennent est purement amicale, bien que ce dernier se questionne sur ses sentiments pour son amie pendant un épisode.

- Janet Darling - Janet est la mère de Clarissa et Ferguson, et la femme de Marshall. Elle est institutrice et travaille dans la section enfants d’un musée. Elle est aussi écologiste et végétarienne et cuisine souvent des plats bizarre. Elle est souvent de bons conseils et Clarissa lui voue une très grande confiance.

- Marshall Darling - Marshall est le père de Clarissa et Ferguson, et le mari de Janet. Il est architecte et dessine des constructions au style loufoque. Clarissa s’adresse parfois à lui quand elle a besoin d’aide, mais moins souvent qu’à sa mère cependant. Il n’est pas très sévère et c’est plus souvent Janet qui fait preuve d’autorité au sein de la famille.

- Clifford Spleenhurfer - Dans la première saison, Clifford est un élève du même collège que Clarissa, Sam et Ferguson qui maltraite ce dernier. Il tombe amoureux de Clarissa lorsque celle-ci lui tient tête, et ils entretiennent ensuite une relation qui prend fin lors de la quatrième saison.

- Hilary O'Keefe - Hilary est une amie de Clarissa qui apparaît dans quelques épisodes.

## Commentaires
- L’actrice principale, Melissa Joan Hart, a connu un large succès à l’international en tenant le rôle principal de la série Sabrina, l'apprentie sorcière.
- Un pilote pour une éventuelle suite de la série appelée Clarissa a été tournée en 1995 pour le réseau CBS mais n’a pas été retenu et la série en question n’a jamais été créée. Le pilote a cependant été diffusé deux fois sur Nickelodeon. La série est uniquement disponible en anglais.
- Le créateur de la série, Mitchell Kriegman, a sorti en 2015 un livre intitulé Things I Can’t Explain. Il raconte la vie de Clarissa alors que celle-ci est désormais âgée d’une vingtaine d’années, se basant légèrement sur le pilote de 1995 qui n’a jamais donné suite. Le livre n’a pas été traduit en français[6].
- Un groupe de rock alternatif est nommé Clarissa Explains It All en hommage à la série.
- La série fait désormais partie des classiques de la télévision des années 1990 aux États-Unis[7].
- Le groupe  Mindless Self Indulgence  chante la chanson “Clarissa“ qui fait référence au personnage principal de la série

## Diffusion et sorties VHS / DVD
La série a été tournée et diffusée entre 1991 et 1994, avant d’être rediffusée plusieurs fois par la suite, notamment dans les années 1990. À partir de 2011, la chaîne a recommencé à diffuser la série dans des programmes dédiés aux séries culte des années 1990, d’abord The 90’s Are All That puis The Splat.
Pendant les années 1990, plusieurs cassettes vidéo sont sorties contenant quelques épisodes de la série, généralement centrés sur des thèmes comme l’école, l’amour, la rivalité, etc. En 2005, la première saison a été publiée en DVD. Le reste des saisons devait être publié également par la suite mais le projet n’a pas abouti. La première saison est aujourd'hui disponible aux États-Unis sur iTunes, le Xbox Live et le PlayStation Store.

## Nominations et récompenses
Melissa Joan Hart, Sean O’Neal et Jason Zimbler ont reçu plusieurs nominations aux Young Artist Award. Melissa en a remporté trois à l’époque de la diffusion originale de la série. 